# Earinis
Earinis is een kevergeslacht uit de familie van de boktorren (Cerambycidae). De wetenschappelijke naam van het geslacht werd voor het eerst geldig gepubliceerd in 1864 door Pascoe.

## Soorten
Earinis omvat de volgende soorten:
- Earinis bimaculatus Lea, 1917
- Earinis humeralis Lea, 1917
- Earinis krueslerae Pascoe, 1866
- Earinis mimula Pascoe, 1864
- Earinis minor Lea, 1916
- Earinis picta Pascoe, 1871
- Earinis variabilis Oke, 1932